# Bahnhof Potsdamer Platz
Berlin Potsdamer Platz är en underjordisk järnvägsstation för pendeltåg (S-Bahn) och regionaltåg samt tunnelbana (U-Bahn). Första stationen vid Potsdamer Platz, Potsdamer Bahnhof stängdes 1945 p.g.a. skador under kriget. S-bahnstationen från 1939 som låg under Berlinmuren vid Potsdamer Platz, var en spökstation mellan åren 1961 och 1992. U-bahnstationen var stängd 1961-1993 och återöppnades efter renovering. På 1990-talet började även en helt ny järnvägsstation att byggas och den ligger nu i en modern stadsdel med skyskrapor i Berlin tillsammans med gamla S-bahn och U-bahnstationerna vid Potsdamer Platz. Järnvägsstationen för regionaltåg invigdes 2006 som en del av Tunnel Nord-Süd-Fernbahn. En ny S-bahntunnel ska byggas till Potsdamer Platz som kommer att gå direkt från Hauptbahnhof, City-S-Bahn.

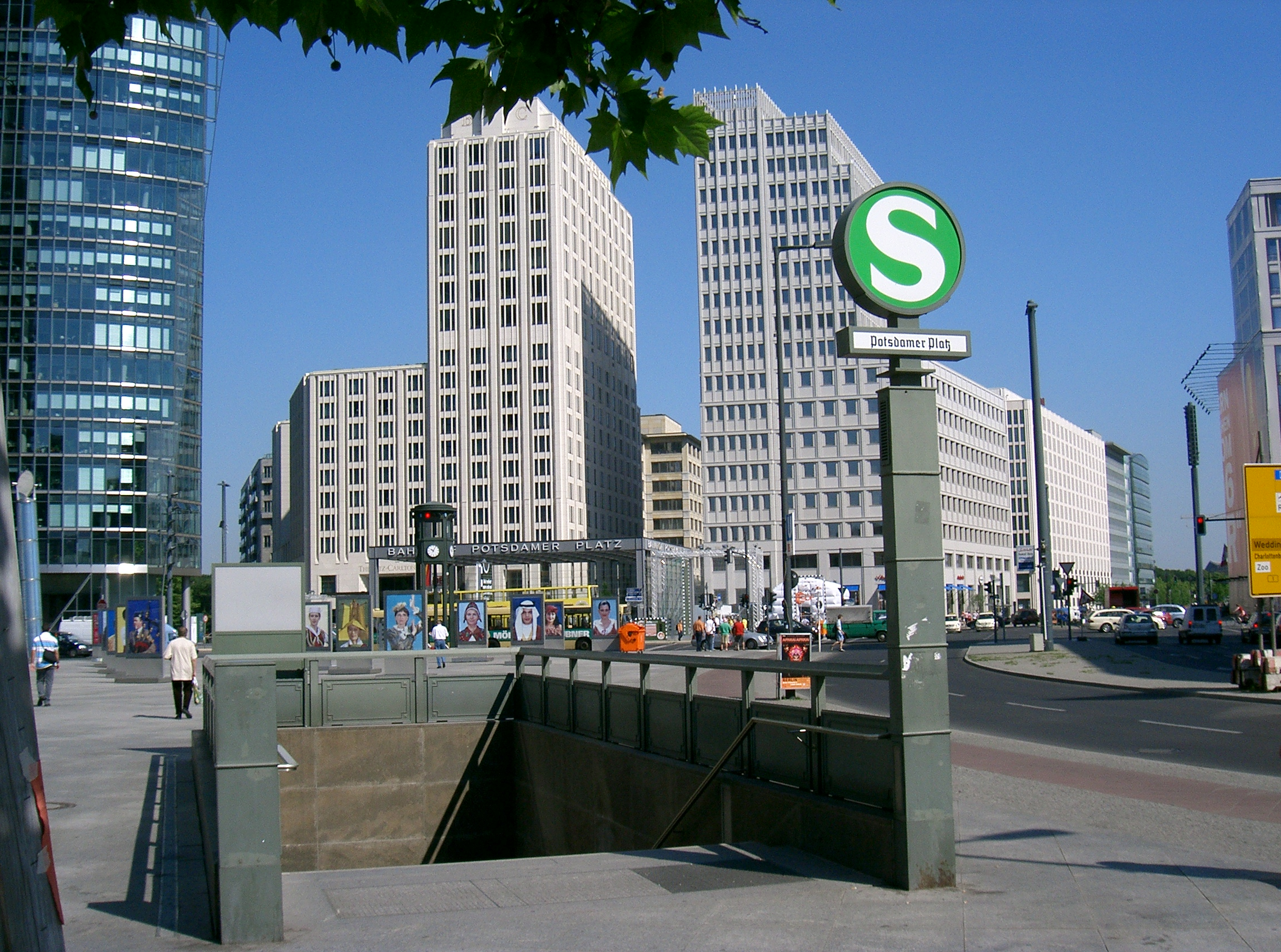
S-Bahn entré
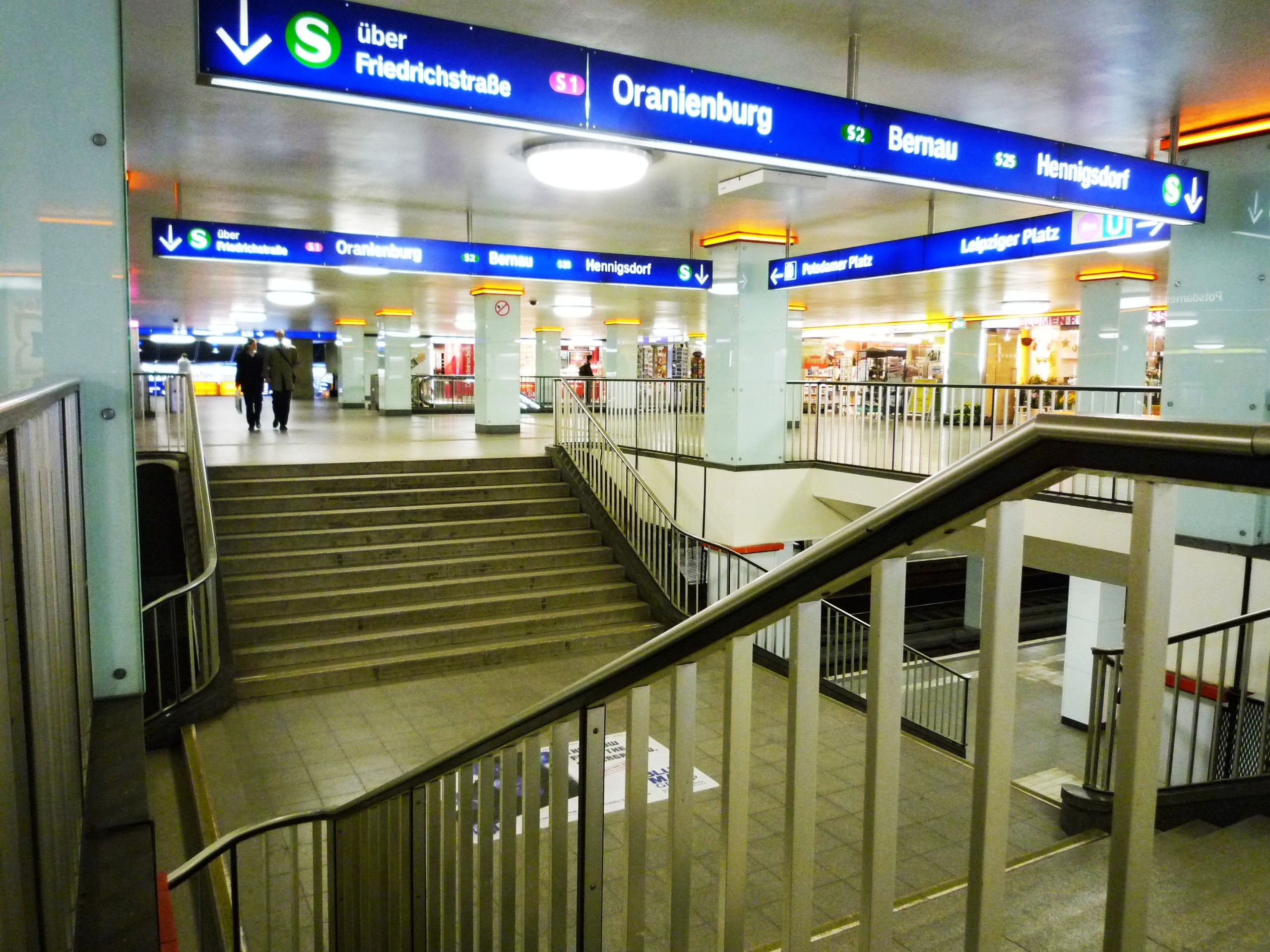
S-Bahnhall
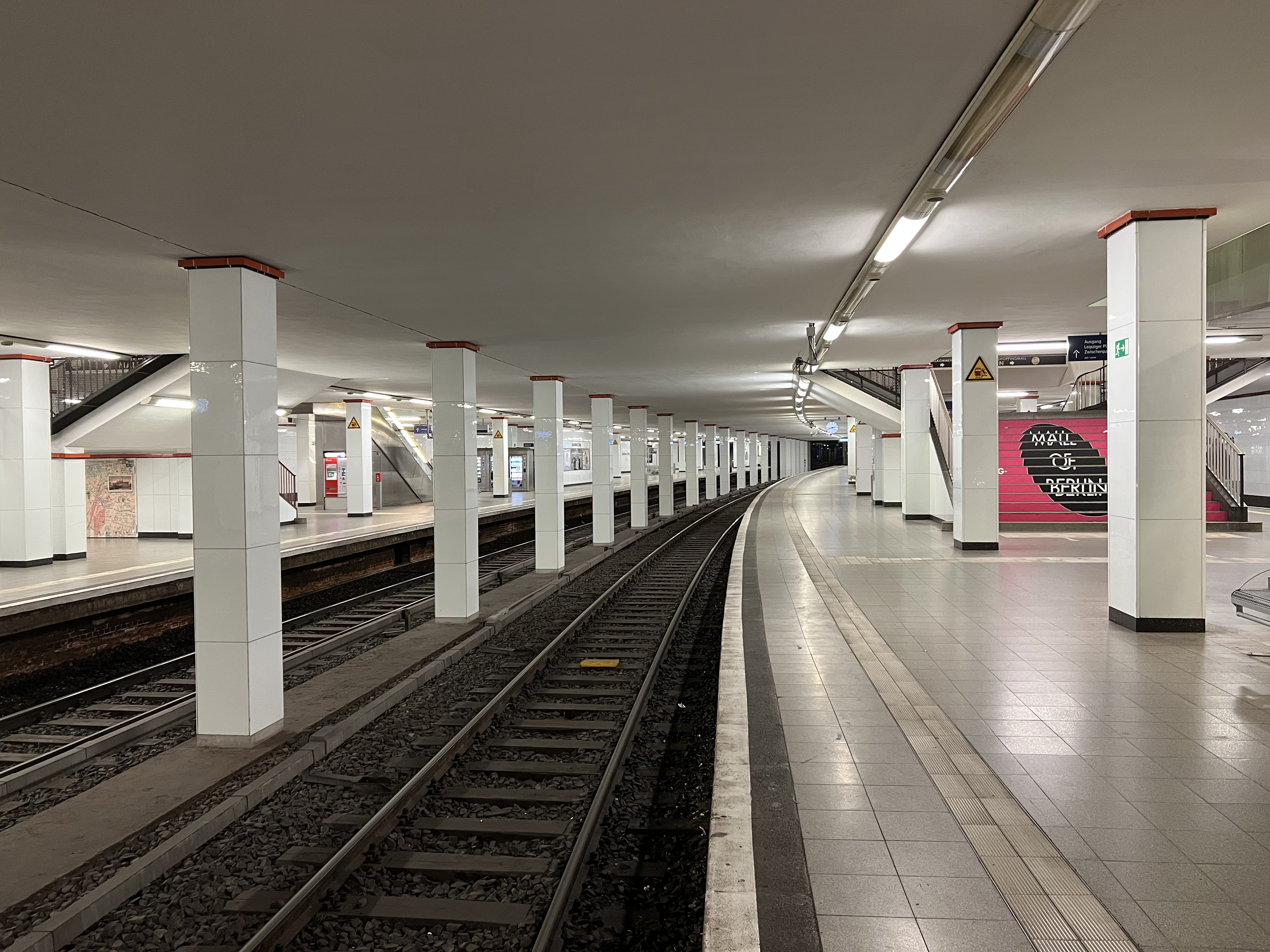
S-Bahnperrong från 1939
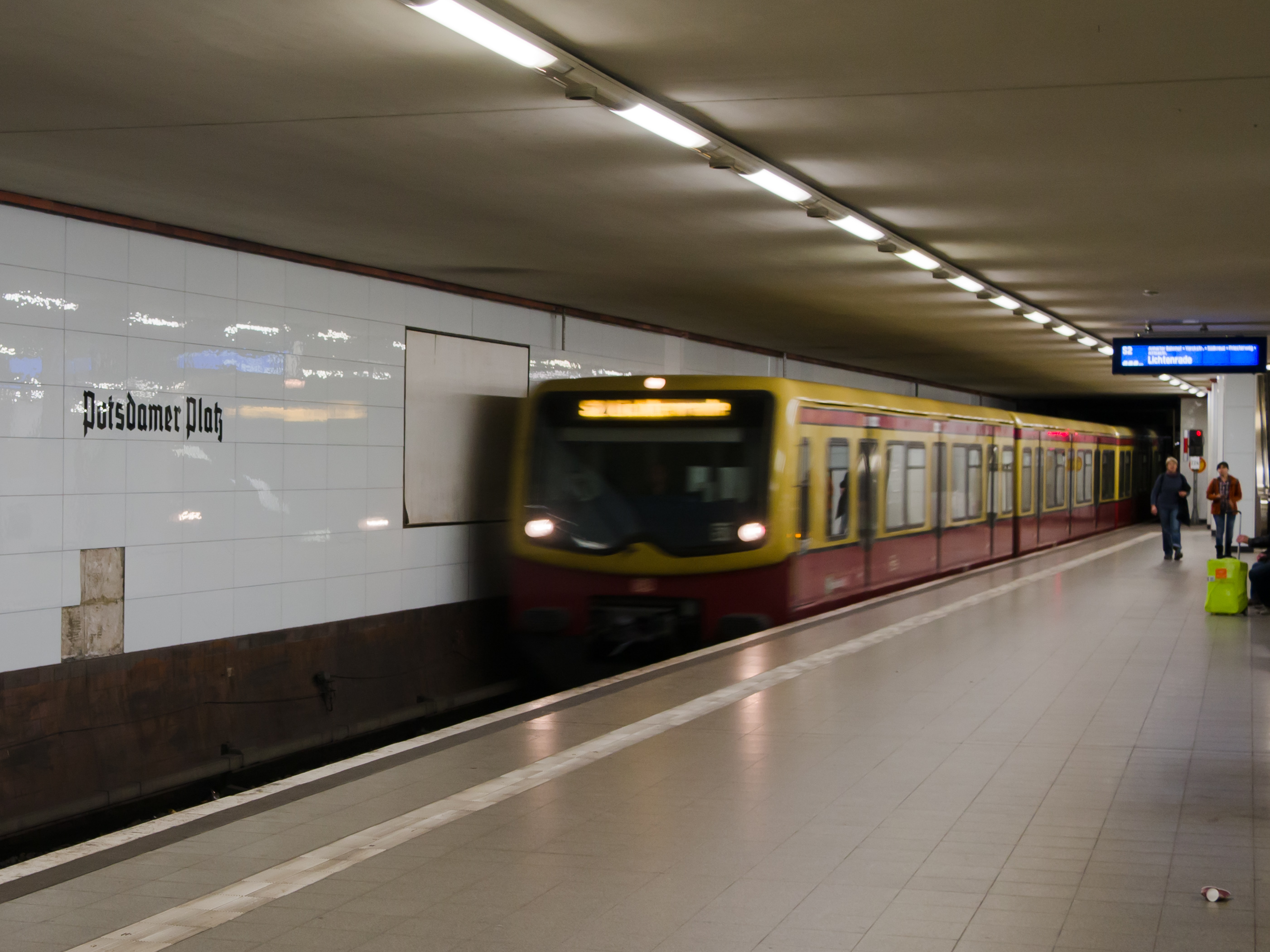
S-Bahntåg
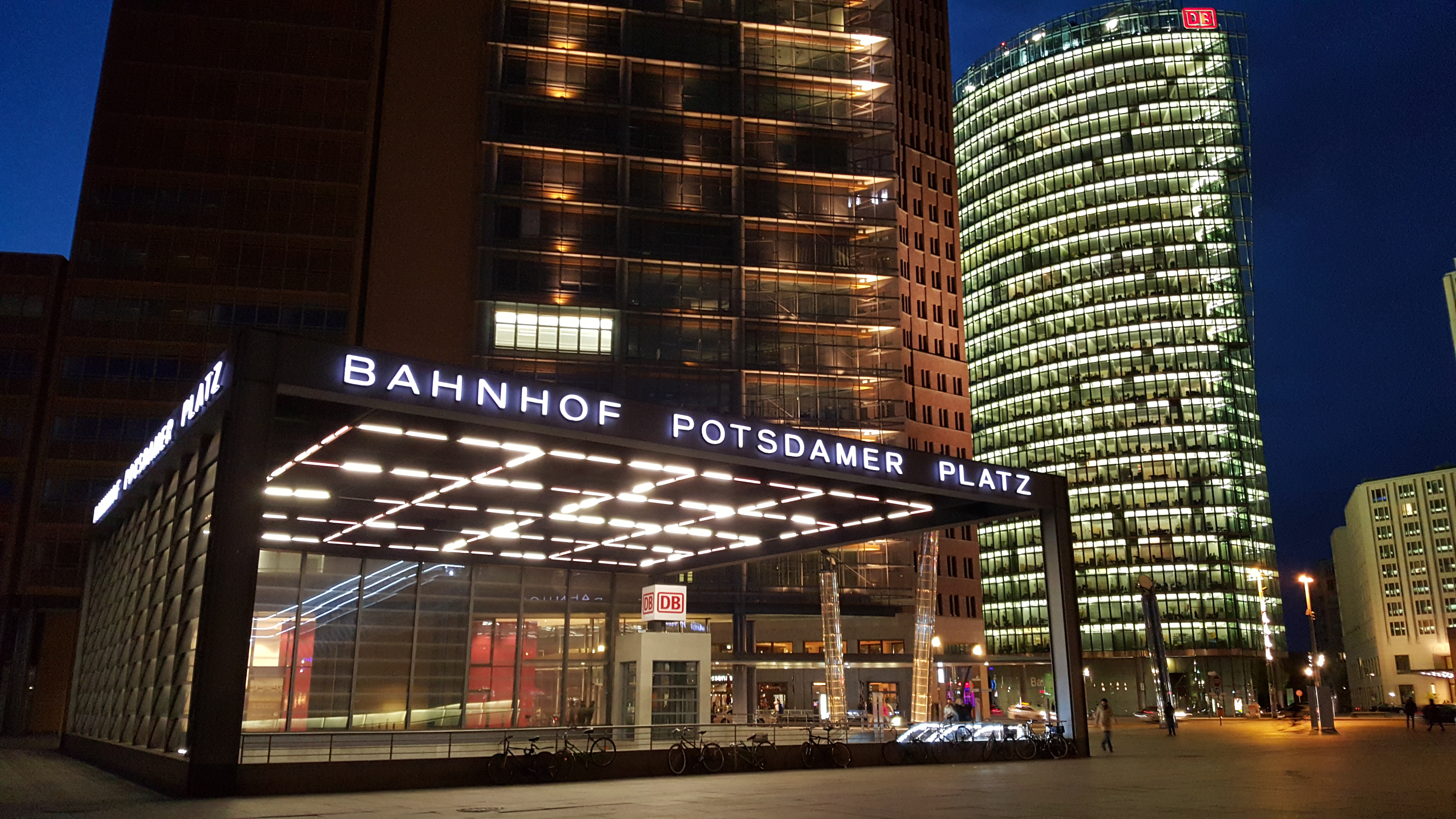
Entré regionaltåg
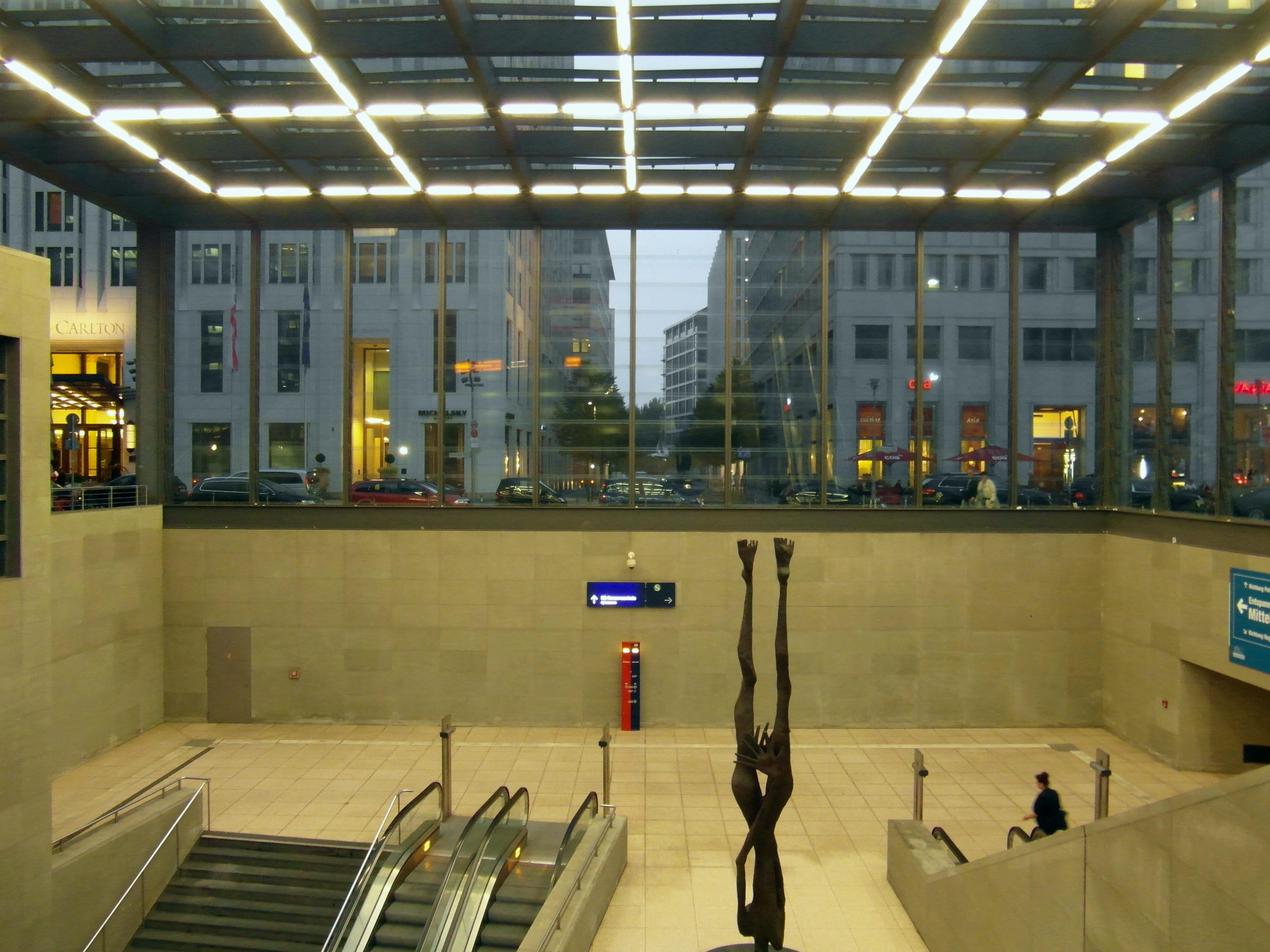
Regionaltågshall
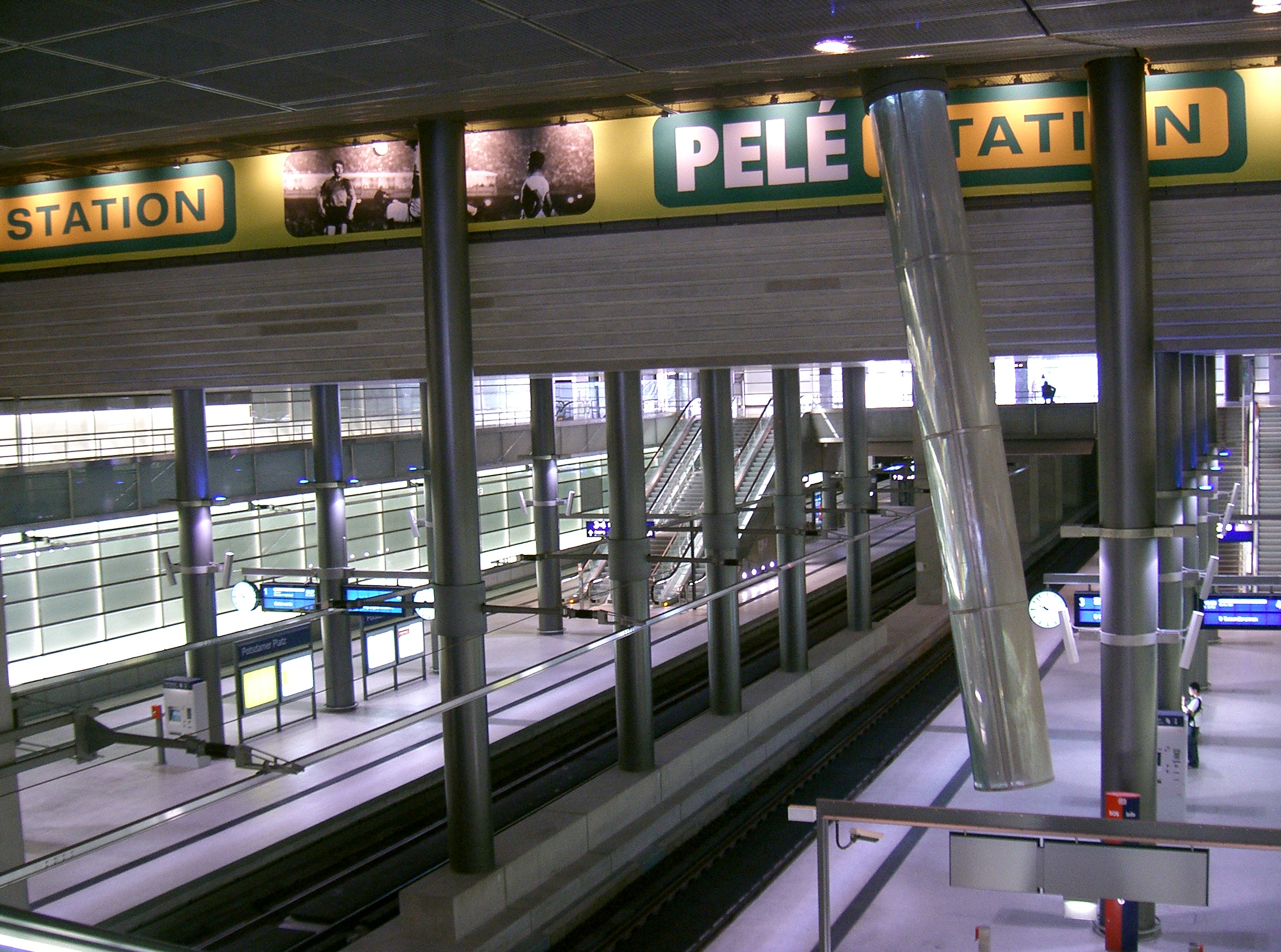
Regionaltågsperronger från 2006
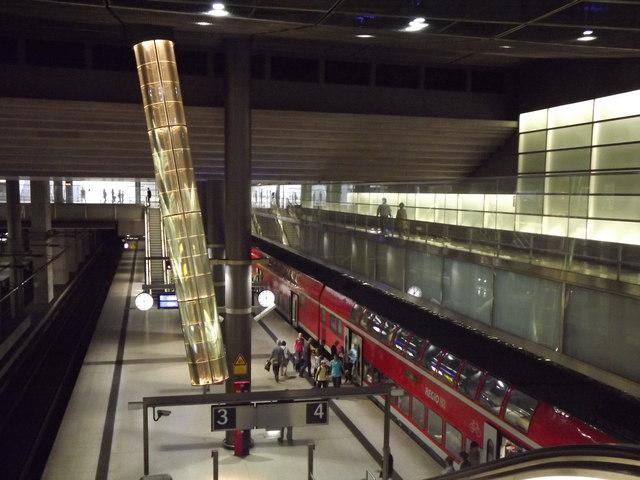
Regionaltåg och Deutsche Bahn perrong
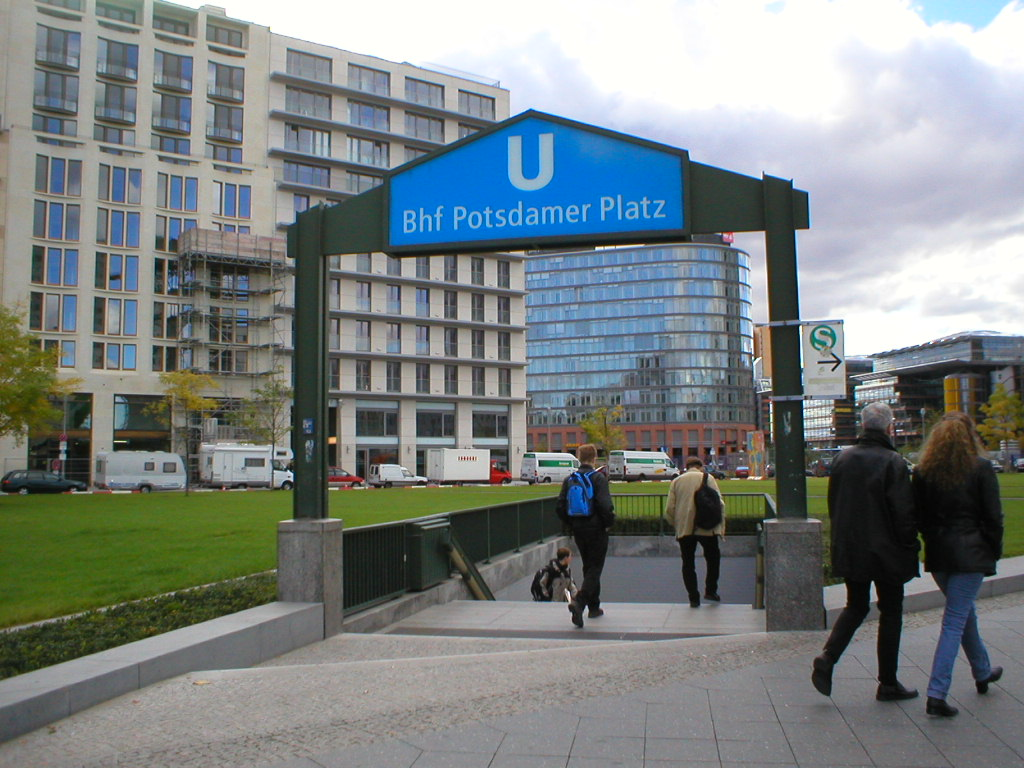
Entré U-Bahn
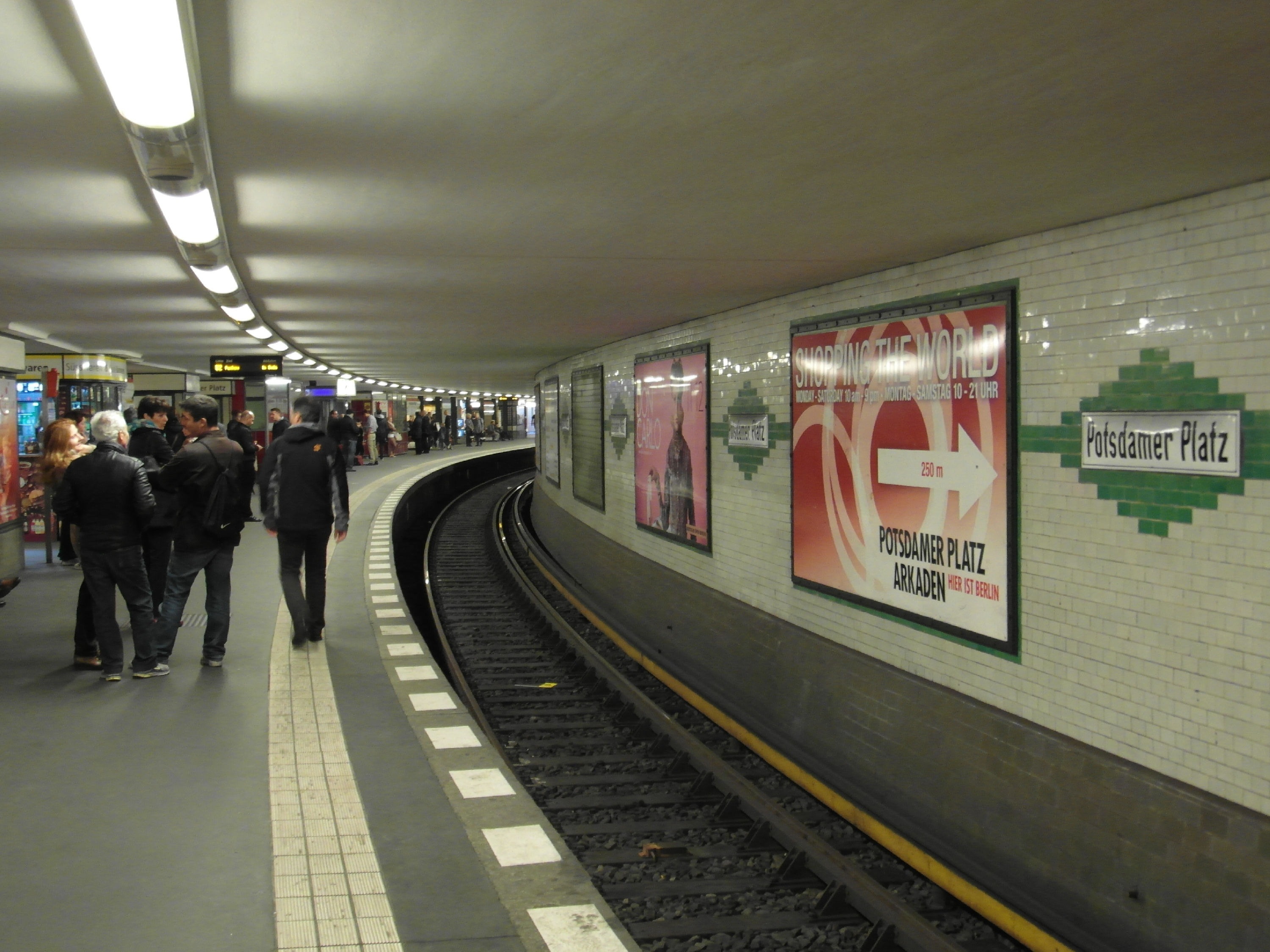
U-Bahn
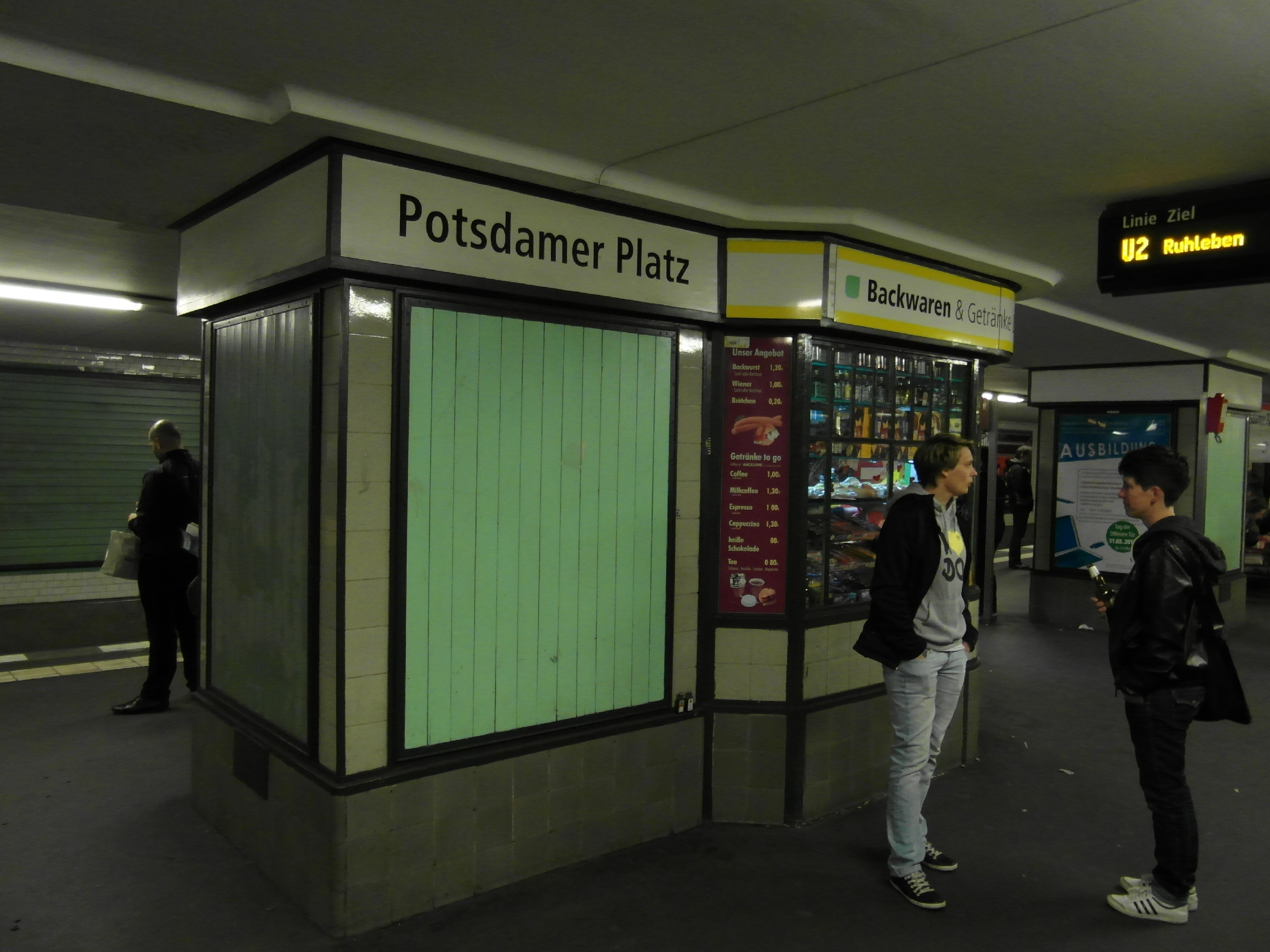
U-Bahnperrong
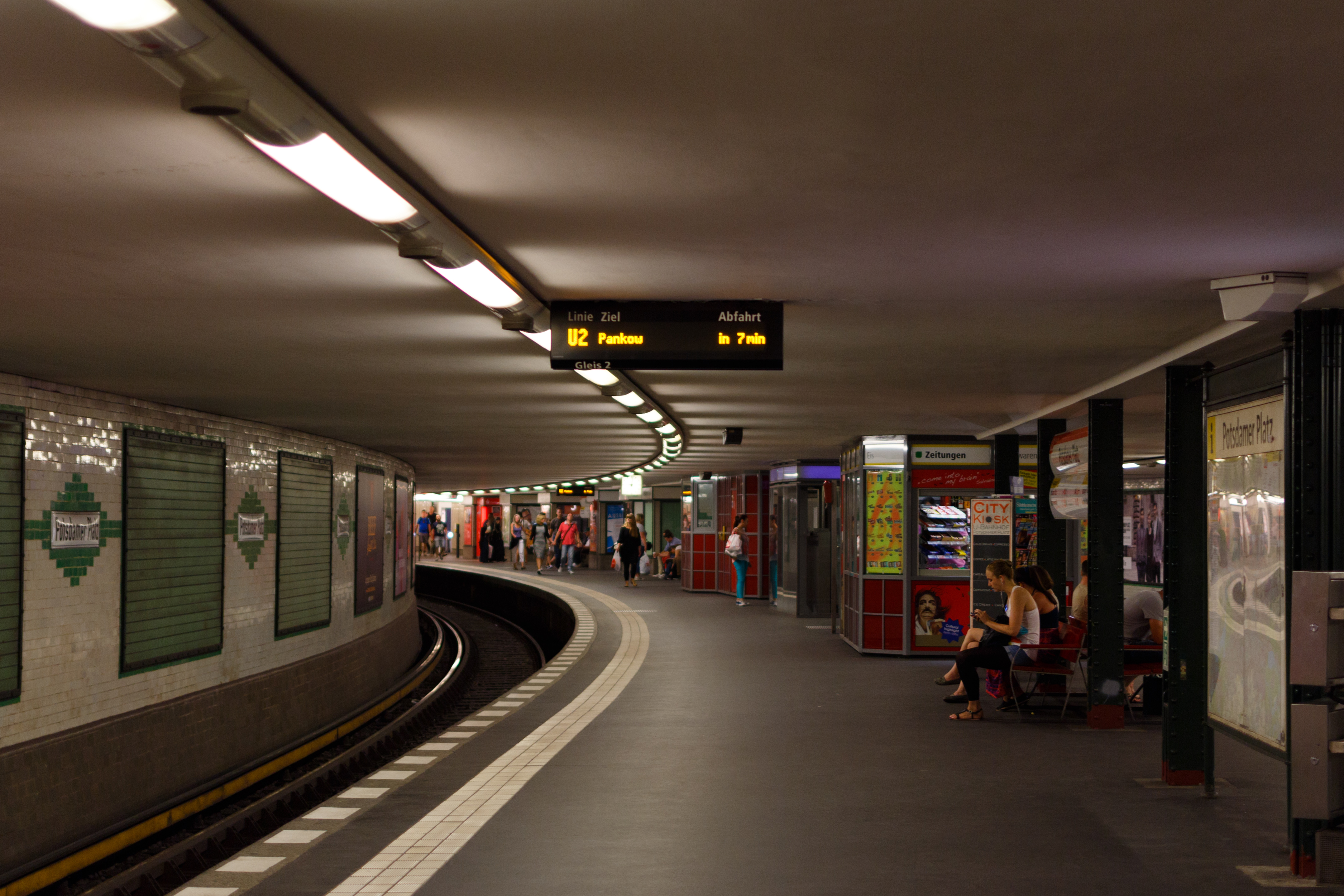
U-Bahn linje U2
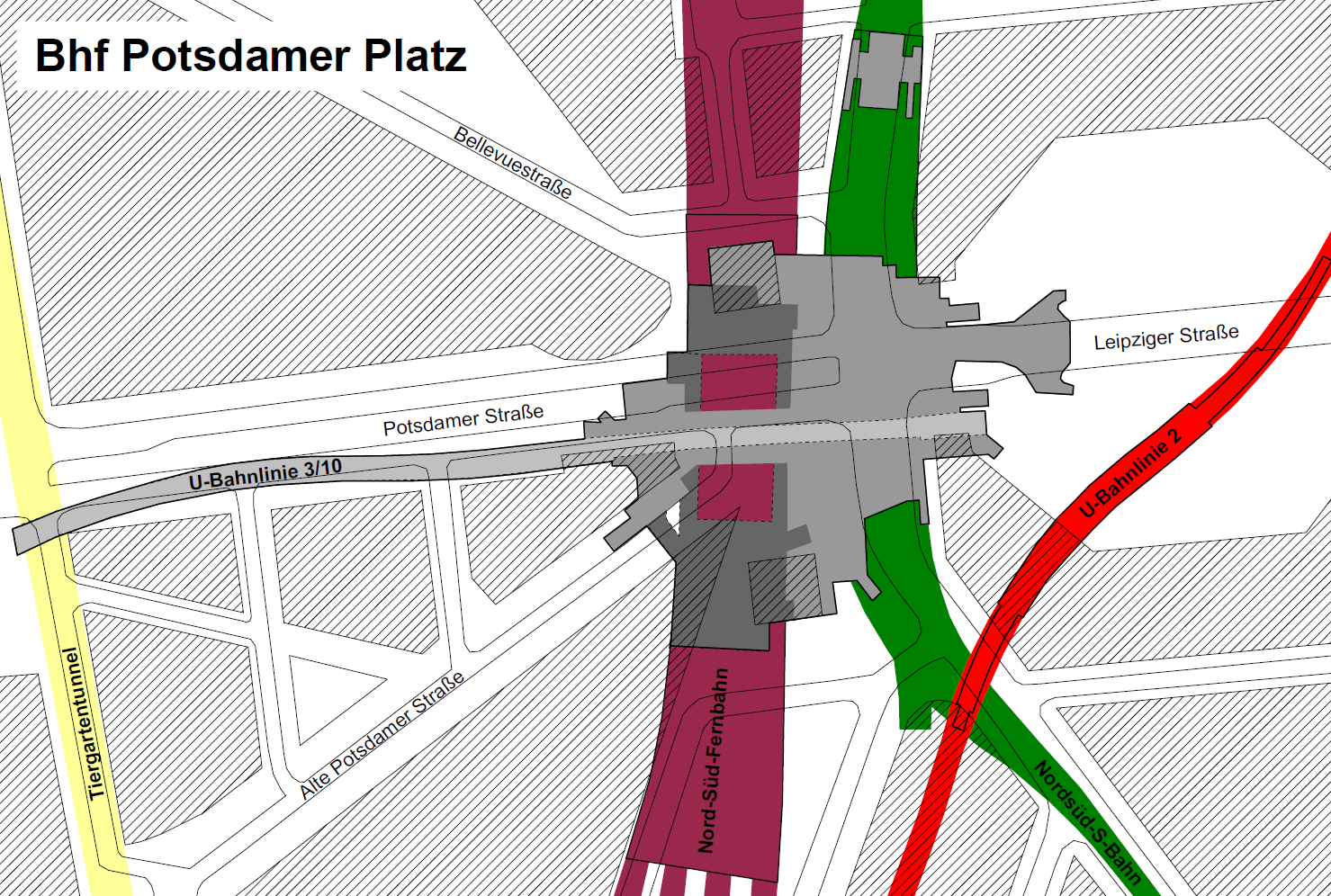
Karta över stationen: regionaltåg (lila), pendeltåg (grön), tunnelbana (röd), station för framtida linje U10 (grå).
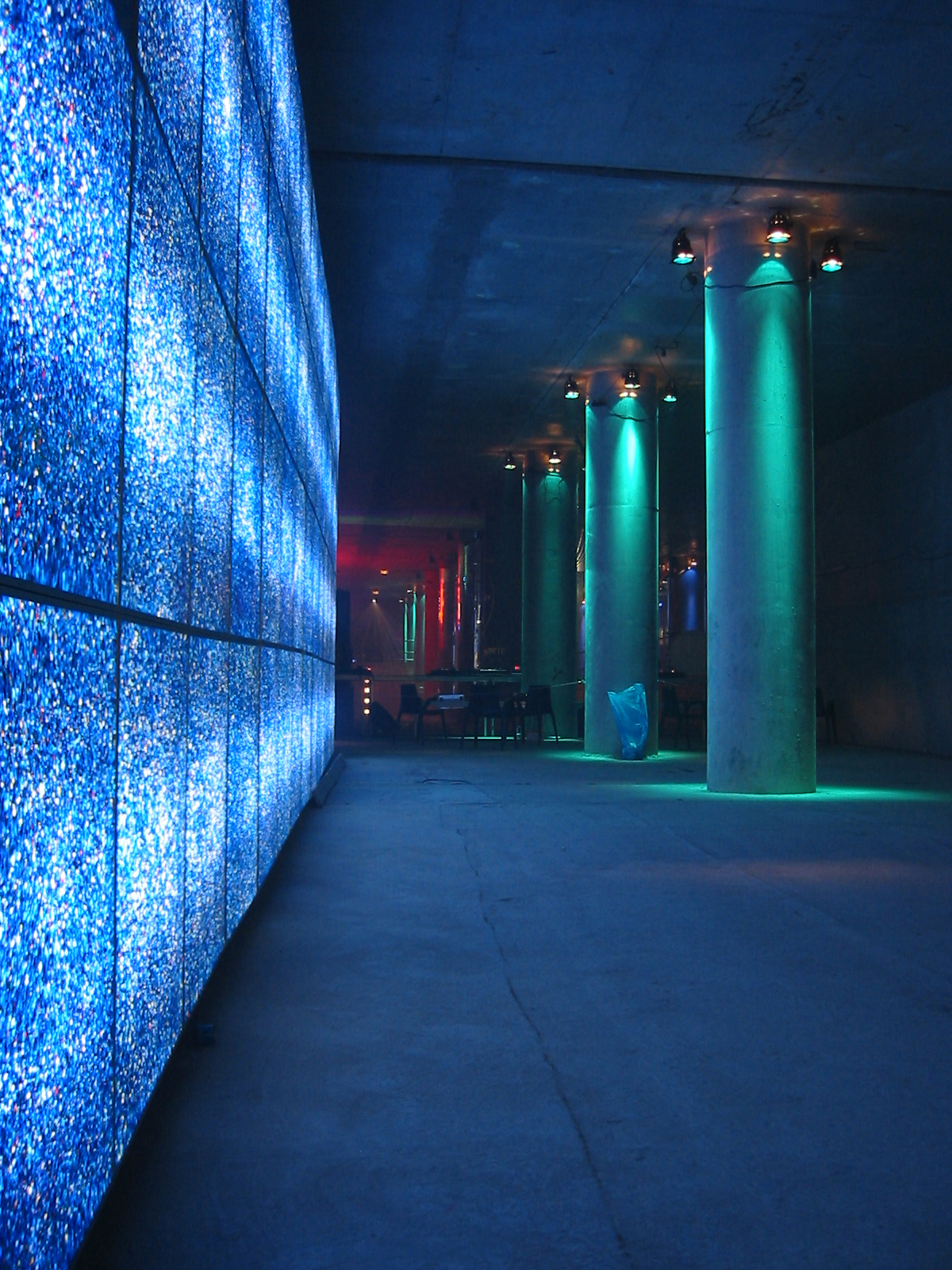
Tunnelbanans perrong för framtida linje U10.